# Konservative Gymnasiaster
 Der er for få eller ingen kildehenvisninger i denne artikel, hvilket er et problem. Du kan hjælpe ved at angive troværdige kilder til de påstande, som fremføres i artiklen.

Konservative Gymnasiaster (forkortet KG) var i knap 70 år en dansk gymnasieorganisation med løs tilknytning til Det Konservative Folkeparti.
Organisationen blev grundlagt i 1931 som en fraktion under Konservative Studenter i København (Konservative Studerende) med tilknytning til gymnasiebladet "Front" stiftet i 1933 med (senere folketingsmedlem) Hagen Hagensen som leder. Fra 1935 blev KG en selvstændig organisation med (senere landsretssagfører) Bent Wellejus som formand og Poul Møller som næstformand. Først i 1950'erne forsvandt KG,[kilde mangler] men blev ca. 1958 genoplivet af (senere biskop) Erik Norman Svendsen og (senere udenrigsminister) Per Stig Møller.
I begyndelsen af 1980'erne fik KG medvind og nåede et medlemstal på ca. 3.000.[kilde mangler] Organisationen anlagde i de år en skarp frihedsorienteret ideologisk linje, der ofte var meget kritisk mod moderpartiet, som den vedvarende fremhævede sin formelle uafhængighed af.[kilde mangler] Samtidigt var den offensiv i kampen mod Danske Gymnasieelevers Sammenslutning (DGS), som den så som en kommunistisk domineret frontorganisation.
I 1983 blev KG grundet intern ideologisk uenighed splittet i to: Den mere markante Konservative Gymnasiasters Landsorganisation (der var fortsættelsen af den eksisterende organisation) og den mere moderate udbrydergruppe, Landsorganisationen Konservative Gymnasiaster (der blev anerkendt af Konservativ Ungdoms Landsorganisation og moderpartiet). De to grupper blev genforenet i 1988. Organisationen blev nedlagt, da medlemstallet faldt i KU og KG i begyndelsen af 1990'erne.[kilde mangler]
Mange prominente borgerligt-liberale har været aktive i KG. Ud over de senere ministre Erik Ninn-Hansen, Hans Engell og Anne Birgitte Lundholt var der borgmester Hans Toft, chefredaktørne Jørgen Schleimann og Leif Beck Fallesen, erhvervsmanden og politikeren Jens Heimburger, finansmanden Lars Seier Christensen og forfatteren Benn Q. Holm.[kilde mangler]

## Landsformænd for Konservative Gymnasiaster (ukomplet)
Konservative Gymnasiasters Landsorganisation:
- Bent Wellejus 1935-1936[2] (næstformand: Poul Møller)
- Per Markussen 1936-1937
- Poul Møller 1937-1938[8]
- Erik Haunstrup Clemmensen 1938-
- Erik Ninn-Hansen
- Mogens Schäffer
- Flemming Jensen 1948-1950

- Erik Norman Svendsen -1960 (næstformand: Per Stig Møller)
- Per Stig Møller 1960-1961[5]
- Hans Skov Christensen 1963-1964
- Niels Erik Møller
- Peter Sterup
- Niels Jørgen Langkilde 1971-1972
- Kurt Scheelsbeck 1975-1977
- Otto Brøns-Petersen 1977-1980
- Frank Homann 1980-1981
- Claus Jørgen Møller 1981-1983 (næstformand: 1) Jan Harritshøj 1981-82; 2) Dan Terkildsen 1982-83)
- Finn Ziegler 1983-1987 (næstformand: Bo S. Andersen)

Landsorganisationen Konservative Gymnasiaster:
- Jens Bredo Mortensen 1983-1985 (næstformand: Peter Kurrild-Klitgaard 1983-84)
- Jacob Munch 1985-1986
- Brian Mikkelsen 1986-1987[9] (næstformand: Morten Carmel)
- Hans Christian Madsen 1987-1988
- Martin H. Kønig 1988-1990
- Bjørn Scherbarth 1993-1994